# 那坡楼梯草
那坡楼梯草（学名：Elatostema napoense）为荨麻科楼梯草属的植物，是中国的特有植物。分布于中国大陆的广西等地，生长于海拔1,100米的地区，常生于石灰山林下阴湿处，目前尚未由人工引种栽培。